# Малицкий, Фёдор Михайлович
Фёдор Михайлович Малицкий (укр. Федір Михайлович Малицький; 1 марта 1900, с. Долобычев, Холмщина, Царство Польское — 21 июля 1988, Киев) — украинский советский педагог, поэт и писатель, автор текстов песен.

## Биография
Окончил Белоцерковский педагогическую школу и Киевский институт народного образования (ныне Киевский национальный университет имени Тараса Шевченко).
Долгое время учительствовал на Кубани.
Был членом литературной организации «Западная Украина». Принадлежал к творческой организации «Плуг».
В 1933 — арестован и, как член организации «Западная Украина», приговорён к нескольким годам лагерей по обвинению в распространении националистических идей.
Во время Великой Отечественной войны был сотрудником редакции дивизионной фронтовой газеты «Боевое знамя». В августе 1959 полностью реабилитирован.
Умер 21 июля 1988 года в Киеве. Похоронен на старой части Байкового кладбища (участок № 3), неподалеку от могилы Леси Украинки, вместе с сыном.

### Семья
Сын - Юрий Малицкий (1927-2013), переводчик, педагог.

## Творчество
Печататься начал в 1926 году. Первая книга стихов «Холмщина» вышла в 1927 г. Тогда же выступил и как прозаик.
Основные мотивы стихотворений Ф. Малицкого — боль за судьбу порабощенного родного края — Западной Украины и радость освобожденного труда в послевоенные годы.
Отдельными изданиями вышли сборники стихов: «Поезії» (1931), «Грозы над елями» (1966), «Зарево над Бугом» (1970), «Цвет камнеломки» (1971), «Обжинки» (1979) и др. На стихи Ф. Малицкого написано много песен.
Автор историко-биографических поэм «Юрій Котермак» (про Юрия Дрогобича), «Мудрець з Чорнух» (про Григория Сковороду).
Опубликовал автобиографическую книгу «Дороги життя», повесть «Бистрий Буг» — про жизнь и быт жителей Холмщины до Первой мировой войны (1931).